# Ейлін Павер
Ейлін Павер (англ. Eileen Power; Eileen Edna Le Poer Power; 9 січня 1889 — 8 серпня 1940) — британська історикиня, професорка, фахівчиня з історії економіки та медієвістка. Дружина історика економіки Майкла Мойсея Постана (в 1937 – і до її смерті 1940 р.). 
Ейлін Пауер була старшою дочкою біржового маклера і народилася в Олтрінгемі у 1889 році. Вона була старшою сестрою Роди Пауер, дитячої письменниці та телеведучої, і Беріл Міллісент Ле Поер Пауер, держслужбовиці (1891-1974). Коли їй було три роки, її батько, біржовий маклер, був заарештований за шахрайство, і сім'я переїхала до Борнмута, щоб жити з Бенсоном Клеггом (дідусем Пауер). Після того, як її мати померла від туберкульозу, коли Пауер було всього 14 років, вона переїхала до Оксфорда з двома сестрами, щоб жити з тіткою. Е. Пауер здобула освіту в Оксфордській середній школі для дівчаток, Гертон-коледжі, Кембриджі та Сорбонні.